# Елена Мирчовска
Елена Василева Мирчовска е българска актриса.

## Биография
Родена е в София на 28 април 1956 г. Завършва ВИТИЗ „Кръстьо Сарафов" през 1978 г. със специалност актьорско майсторство.
Работила е в Народен театър за младежта (1977-1988).
Живее и работи в Гърция.

## Театрални роли
- „Укротяване на опърничавата“ (Уилям Шекспир) – Бианка
- „Конфликтна личност“ (Дончо Цончев) – Бебка
- „Една чанта мечти“ (Катя Воденичарова) – Яна

## Телевизионен театър
- „Есенна градина“ (1982) (Лилиан Хелман)
- „Увлечението“ (1981) (Алфред дьо Мюсе)
- „Това ли е Атлантида ?“ (1980) (Владимир Голев), 2 части
- „Изпити“ (1979) (Драгомир Асенов)
- „Харолд и Мод“ (1977) (от Колин Хигинс, реж. Хачо Бояджиев) – Силви Газел

## Филмография
| Година      | Филми и Сериали                           | Серии | Копродукции                   | Роля                                                                                  |
| ----------- | ----------------------------------------- | ----- | ----------------------------- | ------------------------------------------------------------------------------------- |
| 2016        | „Каторгата“ (The Penal Colony)            |       | САЩ / Великобритания / Гърция | майсторката на кукли                                                                  |
| 2014        | „При липсата на жени“ (Me horis gynaikes) |       | Гърция                        |                                                                                       |
| 1999        | „Всяка събота“ (Kathe Savvato)            |       | Гърция                        |                                                                                       |
| 1989        | „О, Вавилон“ (Oh Babylon)                 |       | Гърция                        |                                                                                       |
| 1985        | Бордей (Bordelo)                          |       | Гърция                        |                                                                                       |
| 1980        | Спилитим и Рашо                           | 20    |                               | Розина (13 серия) / снахата (16 серия)                                                |
| 1976 – 1980 | Записки по българските въстания           | 13    |                               | Димитра, дъщерята на поп Грую и Симоница (в 2 серии: VII, IX)                         |
| 1976        | Спомен за близначката                     |       |                               | Виолета                                                                               |
| 1976        | Апостолите                                | 2     |                               | Димитра, дъщерята на поп Грую и Симоница                                              |
| 1976        | Не си отивай!                             |       |                               | младата учителка                                                                      |
| 1975        | Магистрала                                |       |                               | Елена                                                                                 |
| 1973        | ...И дойде денят                          |       |                               | Пшеничка                                                                              |
| 1973        | Последната дума                           |       |                               | ученичка                                                                              |
| 1972-1980   | Лека нощ, възрастни!..                    | 27    |                               | художествен съвет /Катя / директорката / младата жена / служителка / граф Моргернщерн |